# Giovanni Pellielo
Giovanni Pellielo (Vercelli, Italija, 11. siječnja 1970.) je talijanski streljaš koji nastupa u disciplini trap. U svojoj bogatoj sportskoj karijeri osvojio je tri olimpijska srebra i jednu broncu zbog čega je dobio brojna nacionalna odlikovanja. To su: Viteški red zasluga Talijanske Republike (2000.), Red zasluga Talijanske Republike (2004.) i Zapovjednički red Talijanske Republike (2008.).